# Табасаранский, Зейнал Алимарданович
Зейнал Али-Марданович Табасаранский (1915—1998) — учёный-геолог, доктор геолого-минералогических наук, профессор.

## Биография
Окончил Московский нефтяной институт в 1940 г.
Начальник поисковой партии «Мосгеологотрест» (1940—1941). Начальник полевой партии, начальник Северо-Кавказской экспедиции, главный геолог Среднеазиатской экспедиции «Нефтегазосъемки» (1941—1949). Аспирант кафедры геологии нефтяных и газовых месторождений МНИ им. И. М. Губкина (1947—1952). Ассистент, доцент, доктор г.-м. наук, профессор кафедры (1952—1985).
Автор более 80 научных работ.
Участник открытия нефтяного месторождения в Фергане — Шарихан-Хаджибад. За большой вклад в подготовки научных кадров и специалистов для народного хозяйства Туркменской ССР награждён Почетной грамотой Президиума Верховного Совета Туркменской ССР (1980). Дважды лауреат премии им. акад. И. М. Губкина (1968, 1971).
Умер в 1998 году. Похоронен на Введенском кладбище (23 уч.).

## Печатные труды
- Ларин В. И., Табасаранский З. А. Геология, поиски и разведка нефтяных и газовых месторождений : Конспект лекций по курсу для студентов спец. 1706 — экономика и организация нефт. и газ. пром-сти : [В 4 ч.] : Ч. 2: Геология нефти и газа / Отв. ред. А. А. Бакиров. — М.: Б. и., 1977. — 47 с.